# Selenia sublunaria
Selenia sublunaria là một loài bướm đêm trong họ Geometridae.